# Kurt Asle Arvesen
Kurt Asle Arvesen (ur. 9 lutego 1975 w Molde) – norweski kolarz szosowy, mistrz świata juniorów U-23 (1997), trzykrotny olimpijczyk.
W zawodowym peletonie startował w latach 1998–2011. Dwukrotny etapowy zwycięzca Giro d’Italia, czterokrotny mistrz Norwegii. Po wycofaniu się ze ścigania pozostał w drużynie Sky Procycling jako trener.

## Najważniejsze zwycięstwa
- 1997 – mistrzostwo świata juniorów U-23
- 1999 – mistrzostwo Norwegii ze startu wspólnego
- 2001 – etap w Herald Sun Tour, mistrzostwo Norwegii w jeździe na czas
- 2002 – etap w Post Danmark Rundt, Tour of Sweden, mistrzostwo Norwegii ze startu wspólnego
- 2003 – etap w Giro d’Italia
- 2004 – Colliers Classic, Post Danmark Rundt
- 2006 – Ster Elektrotoer, mistrzostwo Norwegii w jeździe na czas
- 2007 – etap i klasyfikacja generalna Post Danmark Rundt, etap w Giro d’Italia
- 2008 – E3 Prijs Vlaanderen, 11. etap Tour de France 2008